# Kazuo Kuroki
Kazuo Kuroki (黒木和雄, Kuroki Kazuo) va ser un director de cinema japonès conegut especialment per les seves pel·lícules sobre la Segona Guerra Mundial i la qüestió de la culpa personal.

## Carrera
Tot i que Kuroki apareixia sovint com a nascut a Prefectura de Miyazaki, en realitat va néixer a Matsusaka, Mie. Va assistir a la Universitat de Doshisha, però va marxar abans de graduar-se i va trobar feina a Iwanami Productions (Iwanami Eiga). Allà va dirigir pel·lícules de relacions públiques i documentals, alhora que també va participar al "Ao no kai" (Grup blau) amb altres cineastes iwanamis com Noriaki Tsuchimoto, Shinsuke Ogawa i Yōichi Higashi, un grup que explorava nous camins en el documental. Kuroki va deixar Iwanami després d'experimentar conflictes amb els patrocinadors del seu Waga ai Hokkaido (1960), i va ser el seu Aru marason rannā no kiroku (1964) el que va ajudar a desencadenar canvis en el món documental japonès.
Kuroki va passar al cinema de ficció, produint de manera independent Tobenai chinmoku (1966) i mostrant-lo a l'Art Theatre Guild. Es va convertir en una de les figures representatives de l'ATG i del cinema independent japonès, i va ser especialment conegut per una sèrie d'obres que tracten sobre els bombardejos atòmics del Japó, com ara Tumorō ashita (1988) i Chichi to kuraseba (2004). Aquests van ser en part estimulats pel seu creixement a prop de la ciutat de Nagasaki. El treball de Kuroki també tractava dels seus propis sentiments de culpa de la guerra, ja que es va sentir responsable quan alguns dels seus companys d'estudis, que havien estat reclutats per treballar en una fàbrica local, van morir en els bombardejos aliats i els no va ajudar.

## Premis
Kuroki va guanyar el premi al millor director als Premis de Cinema Mainichi de 2004 per Chichi to kuraseba i Utsukushii natsu Kirishima (2004).

## Filmografia

### Curtmetratges i documentals
- 1958 : Electric Rolling Stock of Toshiba (東芝車輌)
- 1959 : Kaiheki (海壁)
- 1959 : Arau: Okusama techō (洗う―奥様手帖)
- 1960 : Ruporutāju: Honoo (ルポルタージュ・炎)
- 1961 : Koi no hitsuji ga umi ippai (恋の羊が海いっぱい)
- 1962 : Waga ai Hokkaido (わが愛北海道)
- 1962 : Nihon 10 doru ryoko (日本10ドル旅行)
- 1963 : Taiyō no ito (太陽の糸)
- 1964 : Aru marason rannā no kiroku (あるマラソンランナーの記録)
- 1965 : Tanin no chi (他人の血)
- 1968 : Isu o sagasu otoko (椅子をさがす男)

### Llargmetratges
- 1966 : Tobenai chinmoku (とべない沈黙)
- 1969 : Kyūba no koibito (キューバの恋人)
- 1970 : Nihon no akuryō (日本の悪霊)
- 1974 : Ryōma ansatsu (竜馬暗殺)
- 1975 : Matsuri no junbi (祭りの準備)
- 1978 : Genshiryoku sensō: Lost Love (原子力戦争 Lost Love)
- 1980 : Yūgure made (夕暮まで)
- 1983 : Namidabashi (泪橋)
- 1988 : Tumorō ashita (ＴＯＭＯＲＲＯＷ 明日)
- 1990 : Rōnin-gai (浪人街)
- 2000 : Suri (スリ)
- 2002 : Utsukushii natsu Kirishima (美しい夏キリシマ)
- 2004 : Chichi to kuraseba (父と暮せば)
- 2006 : Kamiya Etsuko no seishun (紙屋悦子の青春)